# سیارک ۳۶۴۹
سیارک ۳۶۴۹ (به انگلیسی: 3649 Guillermina، نامگذاری:1976HQ) سه هزار و ششصد و چهل و نهمین سیارک کشف شده‌است که در ۲۶ آوریل ۱۹۷۶ کشف شد.
قدر مطلق سیارک برابر ۱۱٫۸۰ است.